# الکس کلی
الکس کلی (انگلیسی: Alex Clay؛ زادهٔ ۲۲ آوریل ۱۹۹۲) بازیکن فوتبال اهل ایالات متحده آمریکا است.